# Vahto
Vahto est une ancienne commune située dans le sud-ouest de la Finlande, dans la région de Finlande du Sud-Ouest.
En janvier 2009, elle a fusionné avec la ville de Rusko.
Elle était une petite commune à l'échelle du pays, mais est dans la moyenne de la province. Malgré la proximité de Turku, seulement 22 km du village au centre-ville, elle conserve un caractère largement rural.
Vahto est l'une des 8 communes qui converge vers l'octopoint de Kuhankuono, dans le Parc national de Kurjenrahka.

## Liens externes

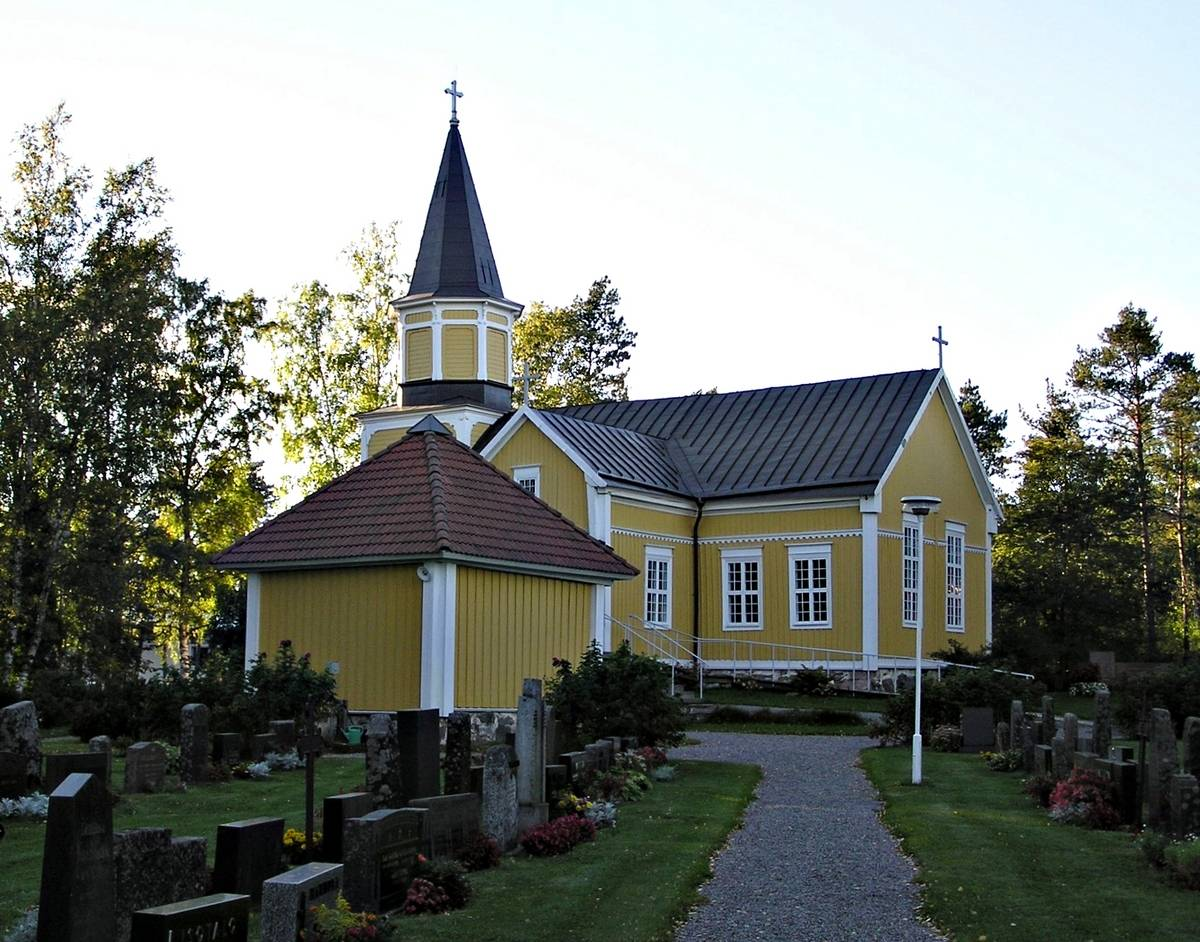
Église de Vahto (1804)